# Biblija
Biblija (grč. τὰ βιβλία, 'knjižice', 'sveščići'), zbirka tekstova koje kršćani i djelomično Židovi (samo Stari zavjet) drže svetom i od Boga nadahnutom Božjom Riječi. Najprevođenija je, najcitiranija i najprodavanija knjiga u ljudskoj povijesti. Cjelovito je ili dijelom prevedena na većinu svjetskih jezika, a njezin značaj uvelike nadilazi religijske okvire ostavljajući velike utjecaje u kulturološkom, povijesnom, društvenom, znanstvenom i civilizacijskom smislu. Biblija se često naziva i Sveto pismo (lat. Sancta Scriptura), Riječ Božja (Verbum Dei), Pismo ili Pisma.
Drži se da je prvih pet knjiga Biblije, Petoknjižje, sastavio Mojsije između 1445. i 1405. pr. Kr. Zadnju Biblijsku knjigu, Otkrivenje, napisao je apostol Ivan između 94. i 96.
Biblija se danas smatra najprodavanijom knjigom svih vremena. Prema broju tiskanih primjeraka, Biblija se nalazi na prvom mjestu u svijetu prema Guinnessu (pet milijardi).
Motuproprijem Aperuit illis, papa Franjo je 30. rujna 2019. odredio III. nedjelju kroz godinu kao Nedjelju Božje riječi.

## Židovi i Biblija
Židovi je nazivaju Tora ('Zakon', odnosi se na Petoknjižje), Mikrah ('Čitanje'), Kitbe kodeš ('Sveti spisi') ili Tanakh (pokrata za Tora, Neviim i Ketuvim, odnosno 'Petoknjižje, Proroci i Pisma'). Kanon biblijskih knjiga proglasili su 90. godine u Jamniji; priznali su 24 knjige nadahnutima i obvezatnima za židovsku vjeru. U kanon nisu uvrstili sedam knjiga koje su nastale u Aleksandriji od tamošnjih židova, a napisane su na grčkom jeziku. Dijele Bibliju na tri skupine: Tora ('Petoknjižje'), Nevi'im ('Proroci') i  Ketuvim ('Mudrosne knjige'). Stari zavjet pisan je hebrejskim jezikom, izuzev dijelova Ezre i Daniela te nekoliko riječi u Knjizi Postanka i u Jeremiji pisanih aramejskim jezikom. Završnu redakciju židovskog dijela Biblije napravila je Velika skupština u doba perzijske vlasti (6. – 4. st. pr. Kr.). Izvorno su biblijske knjige pisane na svitcima pergamenta. Od Ezrina vremena židovska je Biblija pisana aramejskim pismom, dok su Samaritanci zadržali staro feničko pismo. Očuvanje biblijskog teksta bio je zadatak prepisivača (heb. sofer: 'pisac') koji su ustanovili predaju čitanja Biblije u vremenu do Isusa Krista. Pisari nasljednici sofera u stoljećima nakon Krista postali su poznati kao Masoreti. Oni su uočavali preinake koje su učinili Soferi, te su ih bilježili na margini ili na kraju hebrejskog teksta. Te marginalne bilješke postale su poznate kao Masora. Masora navodi 15 izvanrednih točaka Sofera, naime, 15 riječi ili izraza u hebrejskom tekstu koje su označene točkama ili potezima. Neke od tih izvanrednih točaka ne utječu na prijevode ili na tumačenje, ali druge utječu i važne su. Soferi su dozvolili da ih njihov praznovjeran strah od izgovaranja imena Jahve odvede u zamku da ga na 134 mjesta promjene u Adonaj (Gospodin) a na nekim mjestima Elohim (Bog). Te emenacije bile su vrlo vjerojatno učinjene s dobrim namjerama, jer je izgledalo da izvorni oblik pokazuje ili nepoštovanje Boga ili omalovažavanje njegovih zemaljskih slugu. Budući da hebrejski jezik izvorno ne piše samoglasnike, prvotni je čitatelj morao izgovarati vokale iz svog poznavanja jezika. I u hrvatskom jeziku postoje standardne kratice koje se upotrebljavaju, a u kojima se ponavljaju samo suglasnici. Slično tomu, hebrejski je obuhvaćao niz riječi sastavljenih samo od suglasnika. Stoga se izrazom „suglasnički tekst” misli na hebrejski tekst bez ikakvih oznaka za vokale. Tri škole Masoreta bile su uključene u razvoj vokalizacije i označavanja naglasaka u konsonantskom tekstu; babilonska, palestinska i tiberijska. Standardno tiskano izdanje hebrejske Biblije sve do 19. stoljeća bila je Druga rabinska Biblija Jacoba ben Chayyima, objavljena 1524. Tek od 18. stoljeća izučavatelji su počeli unapređivati kritičko proučavanje hebrejskog teksta.

## Kršćani i Biblija
Kršćani dijele Bibliju na Stari zavjet i Novi zavjet. Stari zavjet obuhvaća 39 protokanonskih (istovjetne s hebrejskim kanonom) i sedam deuterokanonskih knjiga (protestanti ih, kao ni Židovi, ne priznaju, nego ih smatraju apokrifnim knjigama). Novi zavjet, napisan u drugoj polovici I. st., obuhvaća 27 knjiga: četiri Evanđelja (Marko, Matej, Luka i Ivan), Djela apostolska, 21 poslanicu (14 Pavlovih i 7 apostolskih) i Otkrivenje (Apokalipsa).

## Biblijske knjige
Pogledajte i: Dodatak:Biblijske knjige te Kratice biblijskih knjiga

Stari zavjet
- Petoknjižje: Postanak, Izlazak, Levitski zakonik, Brojevi, Ponovljeni zakon
- Povijesne knjige: Jošua, Suci, Knjiga o Ruti, Prva knjiga o Samuelu, Druga knjiga o Samuelu, Prva knjiga o Kraljevima, Druga knjiga o Kraljevima, Prva knjiga ljetopisa, Druga knjiga ljetopisa, Knjiga Ezrina, Knjiga Nehemijina, Tobija, Judita, Estera, Prva knjiga o Makabejcima, Druga knjiga o Makabejcima
- Psalmi
- Mudrosne knjige: Job, Mudre izreke, Propovjednik, Pjesma nad pjesmama, Knjiga Mudrosti, Knjiga Sirahova
- Proročke knjige: Izaija, Jeremija, Tužaljke, Baruh, Ezekiel, Daniel, Hošea, Joel, Amos, Obadija, Jona, Mihej, Nahum, Habakuk, Sefanija, Hagaj, Zaharija, Malahija

Novi zavjet
- Evanđelja: po Mateju, po Marku, po Luki, po Ivanu
- Djela apostolska
- Poslanice apostola Pavla: Poslanica Rimljanima, Dvije poslanice Korinćanima, Poslanica Galaćanima, Poslanica Efežanima, Poslanica Filipljanima, Poslanica Kološanima, Dvije poslanice Solunjanima, Dvije poslanice Timoteju, Poslanica Titu, Poslanica Filemonu, Poslanica Hebrejima
- Katoličke poslanice: Jakovljeva poslanica, dvije Petrove poslanice, tri Ivanove poslanice, Judina poslanica
- Otkrivenje

## Biblijska znanost i tumačenja
Autografi biblijskih knjiga ne postoje, nego mnogobrojni njihovi prijepisi, tzv. tekstovni svjedoci. Služeći se njima, biblijska znanost nastoji strogim znanstvenim metodama prirediti što pouzdaniji biblijski tekst, tzv. kritičko izdanje Biblije. Židovi tumače Bibliju doslovno i propovjednički, tražeći u njoj skriveni, dublji smisao, tumače je već od 2. stoljeća pr. Kr. sve do danas (Midraš, halaha, hagada i dr.). U novije doba židovski tumači Biblije uzimaju u obzir rezultate arheologije i drugih znanosti, te se približuju kršćanskim biblijskim komentarima. Kršćani tumače Bibliju od početka II. st.: aleksandrijska škola zastupala je alegorijsko tumačenje, antiohijska škola doslovno. U srednjem vijeku skolastika je dalje razvila metode tumačenja: doslovno, alegorijsko, moralno i anagogično ili mistično tumačenje. Katolici u tumačenju Biblije slijede tradiciju Crkve i crkvenog učiteljstva, a protestantske se zajednice oslanjaju većinom na osobno nadahnuće. U novije doba razvijene su u katolika, protestanata i u Židova suvremene znanstvene metode tumačenja Biblije (egzegeza, hermeneutika). Suvremeni pristupi i metode tumačenja imaju intererkonfesijsko obilježje (tzv. „ekumenski prijevodi”). 

## Biblijski prijevodi
Najpoznatiji prijevodi su Septuaginta ('Prijevod Sedamdesetorice') na grčki i Vulgata, prijevod sv. Jeronima na latinski jezik. Francuski isusovci pripremili su poznatu Jeruzalemsku Bibliju, s brojnim komentarima, fusnotama i poveznicama. 
Na engleskom jeziku najpoznatiji je prijevod kralja Jakova (KJV tj. King James Version).

### Hrvatski prijevodi
Dijelove Biblije prevodili su Bartol Kašić, Marko Marulić i brojni hrvatski književnici. Matija Petar Katančić objavio je prvi cjeloviti prijevod Biblije na hrvatski jezik 1831. Nadbiskup vrhbosanski Ivan Evanđelist Šarić objavio je svoj prijevod 1941. i 1942. godine.
Danas je u bogoslužju među Hrvatima najkorištenija tzv. Zagrebačka Biblija, koja je doživjela više od dvadeset izdanja od prve objave 1968. godine.
Godine 1952. Ivan Jakšić i Martin Meršić preveli su Novi zavjet na gradišćanskohrvatski jezik. Vid Balog preveo je Novi Testament na kajkavski.
Od 1975. do 1984. godine, na zahtjev stockholmskog Instituta za prijevod Biblije, Mirza Kazar preveo je Bibliju na azerski jezik, a taj je prijevod tiskan u Zagrebu 1982. godine.

## Vanjske poveznice
Cjeloviti prijevodi Biblije hrvatskim jezikom:
- Biblija na hrvatskome jeziku (KS)
- Hrvatska biblija (KS)
- Biblijska tražilica uz usporedni prikaz 4 različita prijevoda
- Varaždinska Biblija - preglednik
- Biblija  Arhivirana inačica izvorne stranice od 28. ožujka 2006. (Wayback Machine) - preveo dr. Ivan Šarić 1942

### Ostali projekti
|  | Wikizvor ima izvorni tekst Sveto pismo        |
|  | Wikicitati imaju zbirke citata o temi Biblija |